# Nebušice
Nebušice (vagy Praha–Nebušice) Prága 6 egyik városrésze. A belvárostól északnyugatra található, a 161-es és 312-es buszjáratok kötik össze Prágával.

## Története
A település első említése 1273-ból származik egy levélből, mikor a strahovi premontrei monostor felépítését hagyta jóvá X. Gergely pápa. A középkorban az akkori falu főként szőlősbirtokokból és tanyákból állt, Dejvicéhez hasonlóan. Nebušice 1848-ig, a közeli falukkal együtt a strahovi birtok alá tartoztak, Horoměřicével a központban. A 15. századtól befolyással volt a falura a helyi borkészítés. A 17. század közepén a következő borászatok voltak a területen: Beránka, Malá Beránka, Špendlikářka, Kuliška, Meskomynka, Mečířka, později Jenerálka, Rohovnička, Truhlářka, Gabrielka, Velká és Malá Pachmanka. 1854-ben már csak a Velká Pachmanka és a Malá Pachmanka borászatik voltak a falu tulajdonában. A 19. században elkezdett visszaesni a tanyák száma, sokkal kiépítettebb lett a falu. 1968-ban hozzácsatolták Prágához, a Prága 6 kerület részeként. 1990-ben létrehozták a Praha–Nebušice önkormányzati kerületet. A 20. század végén a buszjáratok megjelenése után egyre több házat és villát kezdtek építeni a faluban.
Az International School of Prague 1996-ban történt költözése óta egy nemzetközi közösség alakult ki az iskola körül, a környék egy amerikai szomszédság mintájára van felépítve. A 21. század elején Nebušice gyorsan fejlődött, az iskolának köszönhetően főként a keleti része.

## Népesség
| Lakosok száma | 851  | 1157 | 1332 | 1441 | 2052 | 1664 | 1852 | 2276 | 3039 | 2734 |
|               | 1869 | 1890 | 1900 | 1921 | 1950 | 1961 | 1980 | 2001 | 2011 | 2021 |

## Galéria

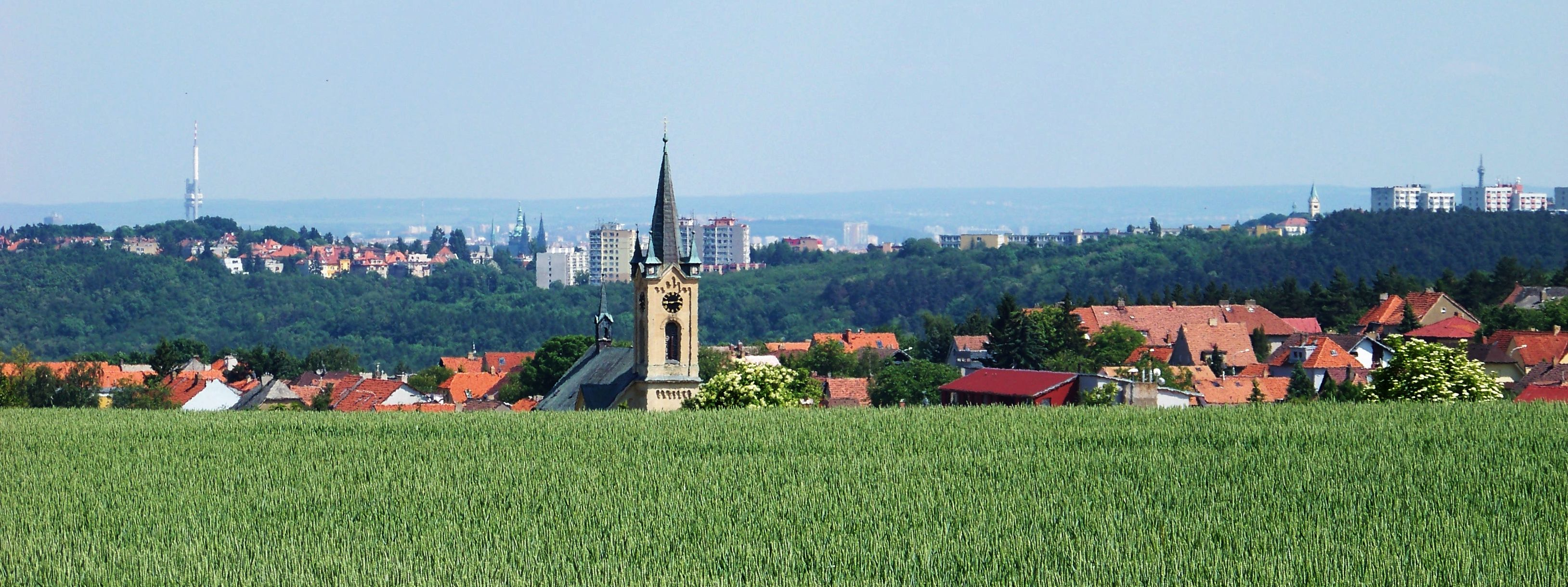
Nebušice temploma, háttérben Prágával. Kilátás a Tuchoměřická utcából

- Elhelyezkedése Prága térképén
- A Nebušická utca
- A nebušicei teniszközpont
- Az International School of Prague, ami nagy szerepet játszott a kerület fejlődésében a 21. század elején
- A falu temploma
- A Nebušická és a Nad Želivkou utcák kereszteződése
- Emléktábla, a prágai felkelés áldozatainak emlékére
- A kerület régi iskolaépülete